# 西北麥金托什 (北達科他州)
西北麥金托什（英語：Northwest McIntosh）是位於美國北達科他州麥金托什縣的一個未組織地區。

## 地方資料
西北麥金托什的面積為844.10平方千米，當中陸地面積為831.76平方千米，而水域面積為12.34平方千米。根據2010年美國人口普查的數據，當地共有人口349人，而人口密度為每平方千米0.41人。